# Usall (Porqueres)
Usall és una entitat de població del municipi de Porqueres (Pla de l'Estany).
Usall havia estat un ens local independent (batllia de Banyoles, senyorejada pel Monestir de Banyoles) fins a l'abolició de l'antic règim senyorial, al primer terç del Segle XIX. Després de ser uns anys independent, el 1846 el seu terme va ser unit al nou municipi de Porqueres, juntament amb d'altres pobles.
El principal element patrimonial és l'església de Sant Cristòfol, un edifici d'estil romànic unit a la rectoria. També hi destaca el Jaciment del Clot d'Espolla, a prop ja de Melianta, al municipi de Fontcoberta. Una de les principals masies és la de Can Traver, d'origen gòtic.
El patrimoni natural és representat per l'estany intermitent del Clot d'Espolla.